# Kostel svaté Kateřiny (Krásno)
Kostel svaté Kateřiny je římskokatolický filiální, v minulosti farní kostel v Krásně v okrese Sokolov v Karlovarském kraji. V sousedství kostela se nacházejí historická fara a u hřbitovní zdi středověká zvonice, chráněné jako kulturní památky České republiky. Celý areál kostela je od roku 2025 zapsán jako kulturní památka v Ústředním seznamu nemovitých kulturních památek České republiky.

## Historie
Původní gotický kostel byl postaven pravděpodobně ve druhé polovině 14. století, jako filiální je připomínán roku 1404. Kostel byl později rozsáhle přestavován, jedna přestavba byla provedena roku 1553. Roku 1848 zachvátil město i kostel požár. Přestože byl kostel požárem silně poškozen, došlo k jeho částečnému zastřešení a až do roku 1856 se v něm konaly bohoslužby. Radikální přestavby do novorománské podoby se kostel dočkal v letech 1858 až 1859. Stavbu finančně podpořilo Vídeňské ministerstvo kultury. Z původního kostela se při přestavbě využilo zachovalé zdivo. Kostel byl vysvěcen 2. října 1859. Světitelem byl kardinál Bedřich Schwarzenberg. K pozdější výrazné úpravě kostela došlo roku 1900.
Ve dnech 3. až 4. července 2004 se v kostele konala slavnostní pouť k 600. výročí první písemné zmínky o krásenském kostele.

## Architektura
Kostel je jednolodní stavbou s pětibokým závěrem presbytáře, v průčelí s ústupkovým portálem a rozetou. Architektonicky je kostel velice střídmý, dominantním zdobným prvkem exteriéru je obloučkový vlys. Zajímavý je novorománský ústupkový portál na západní straně kostela. Jako symbol křesťanství se v tympanonu nachází stylizovaný červený kříž.

## Interiér a vybavení

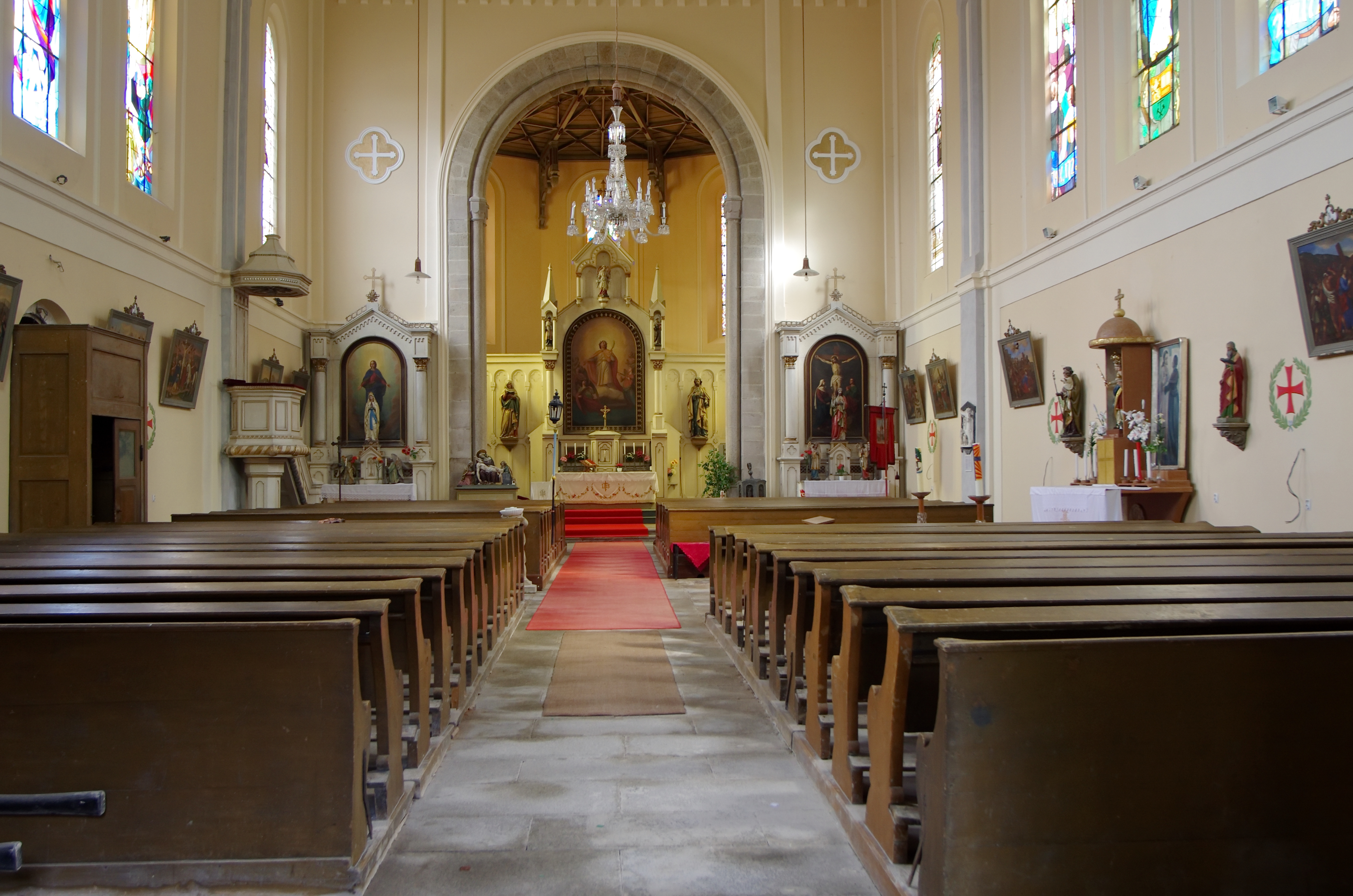
Interiér kostela

Zařízení je většinou novorománské, pouze několik uměleckých artefaktů je staršího data.
Do kruchtové empory byly roku 1860 umístěny varhany. Autorství oltářního plátna svaté Kateřiny je přisuzováno Josefovi Vojtěchu Hellichovi, malíři portrétů i historických a náboženských obrazů. Světice je zobrazena se svými nejčastějšími atributy, kolem jakožto mučicím nástrojem a mečem. Plátna Křížové cesty pocházejí z roku 1866. Na evangelní straně kostela je na bočním oltáři obraz s Pannou Marií, na straně epištolní je na obraze motiv Ukřižování. Obě plátna pocházejí z konce 19. století. Mezi umělecky a historicky nehodnotnější umělecká díla Krásna náleží dvě dřevěné sošky, pozdně gotická socha svaté Anny Samotřetí z 16. století a barokní milostná socha Panny Marie Krásenské. Autorem sošky svaté Anny Samotřetí je neznámý řezbář, autorem druhé sochy z lipového dřeva je údajně krásenský truhlář Zimmerhackel. Ke vzniku se váže legenda, která praví, že Madona byla vyřezána ze staré lípy, která rostla u cesty do Čisté a byla vyvrácena při vichřici roku 1677. Tato datace je ovšem pouze na základě legendy a nejedná se tedy o historický údaj. Madona začala být uctívána a z Krásna se stalo místně významné poutní místo. Madona byla roku 1782 umístěna v kostele, přečkala i požár roku 1848. Roku 1991 byla po krádeži zachráněna na hranicích s Německem. V interiéru kostela se nachází několik dalších uměleckých děl, jejichž autory jsou krásenští občané. Zajímavá je křtitelnice krásenského cínaře Martina Gerstnera, která byla roku 1854 prezentována na Světové výstavě v Mnichově.

## Galerie

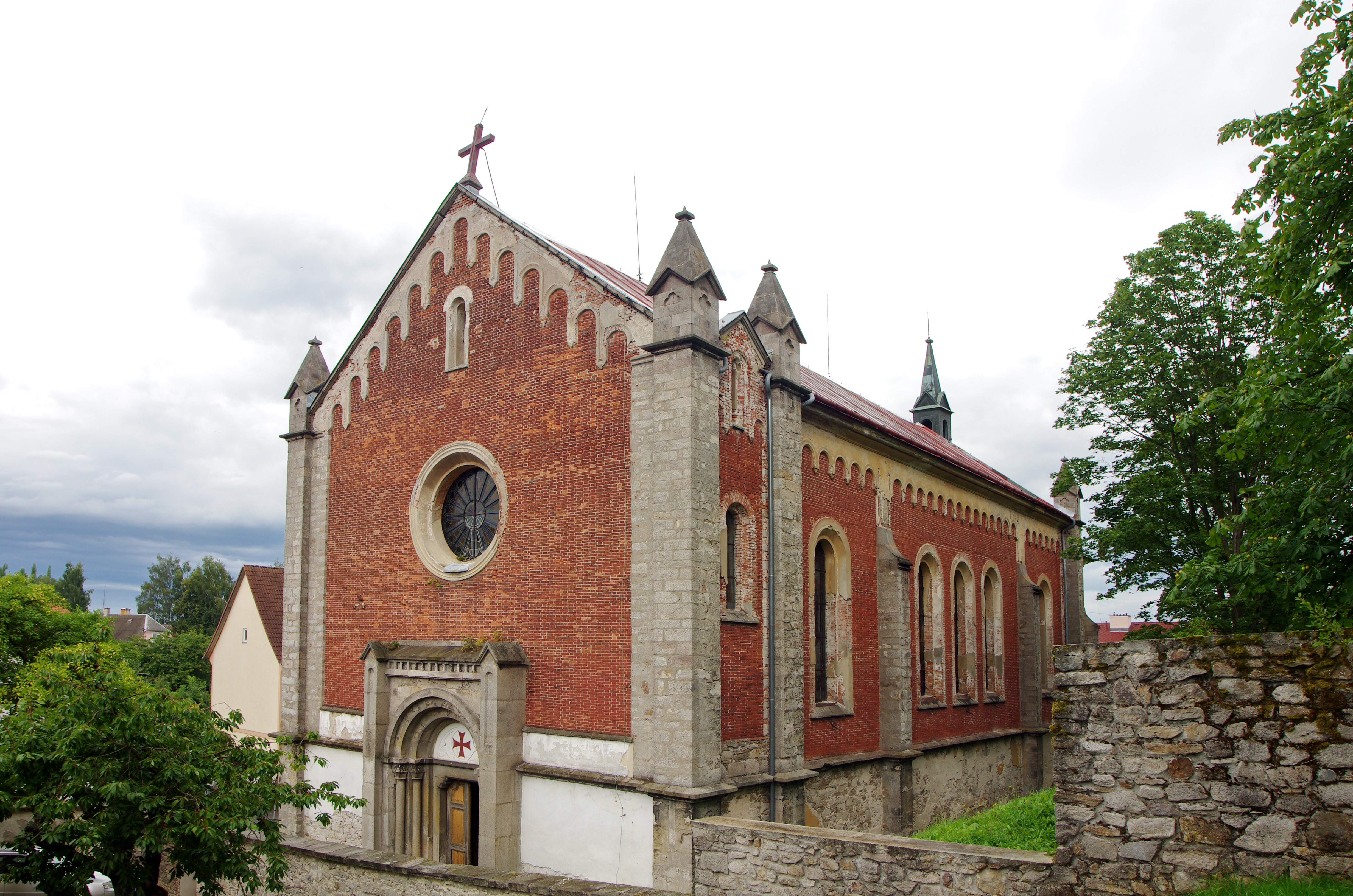
Pohled od západu
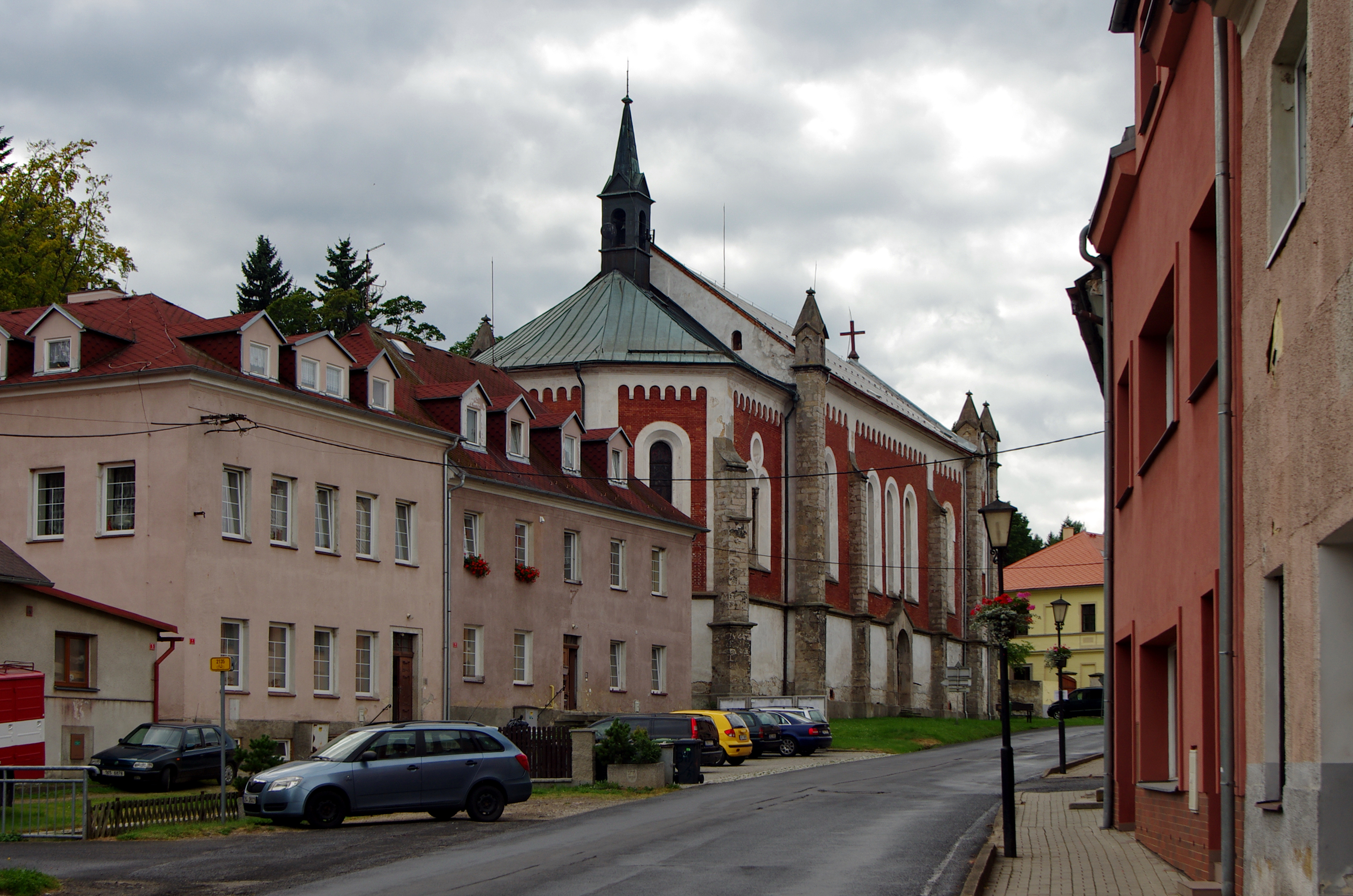
Pohled od východu
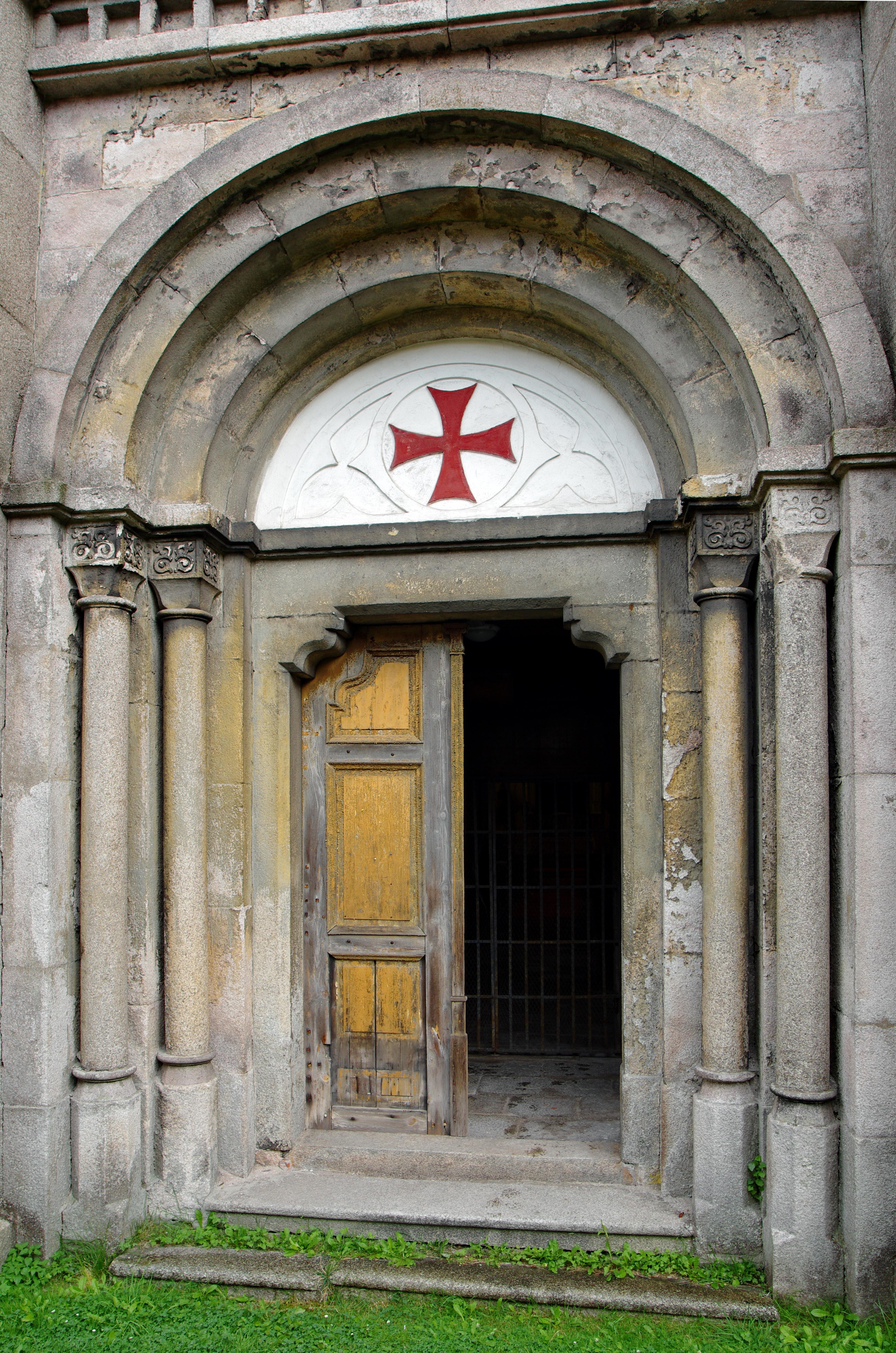
Hlavní portál
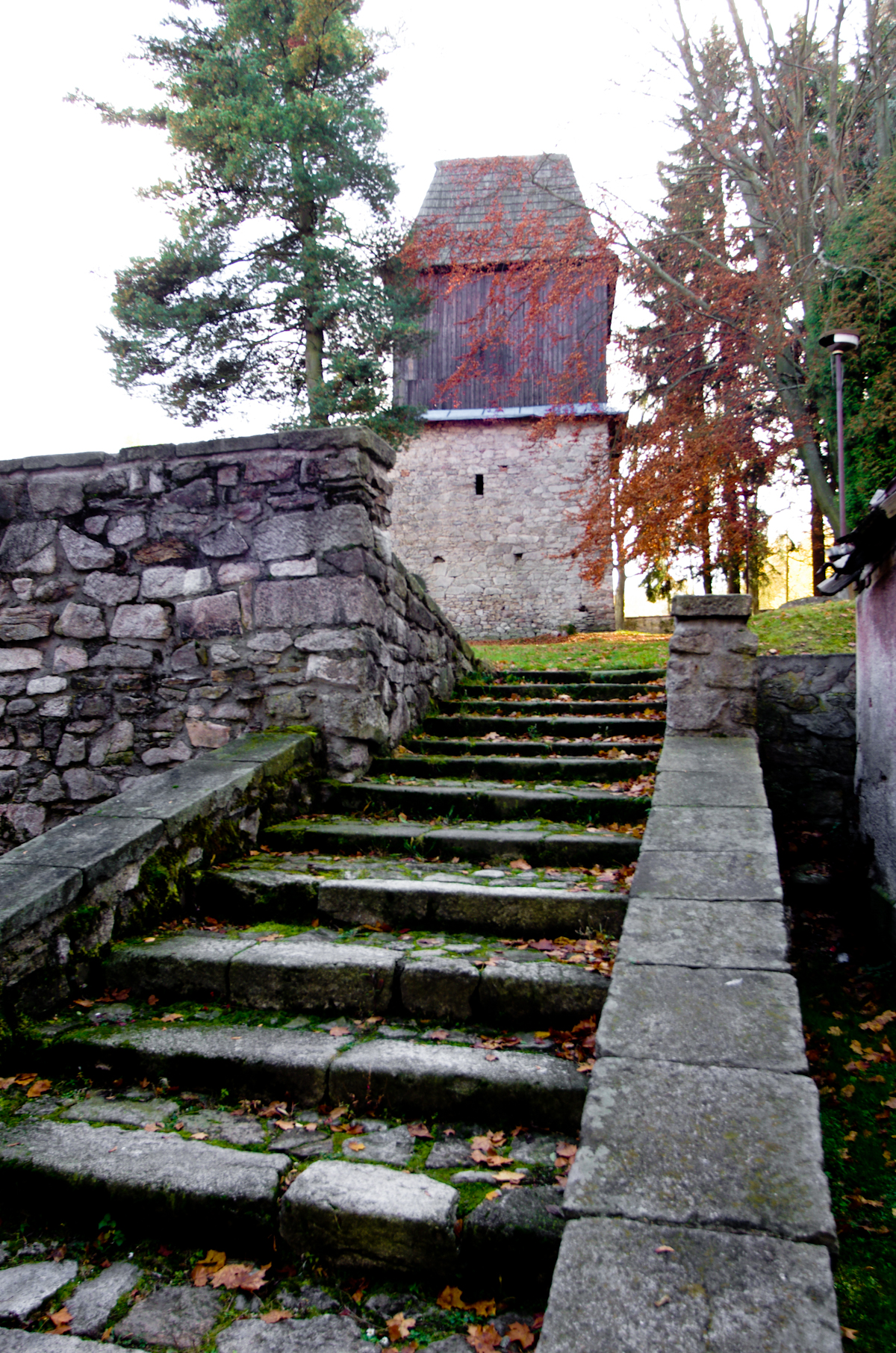
Zvonice
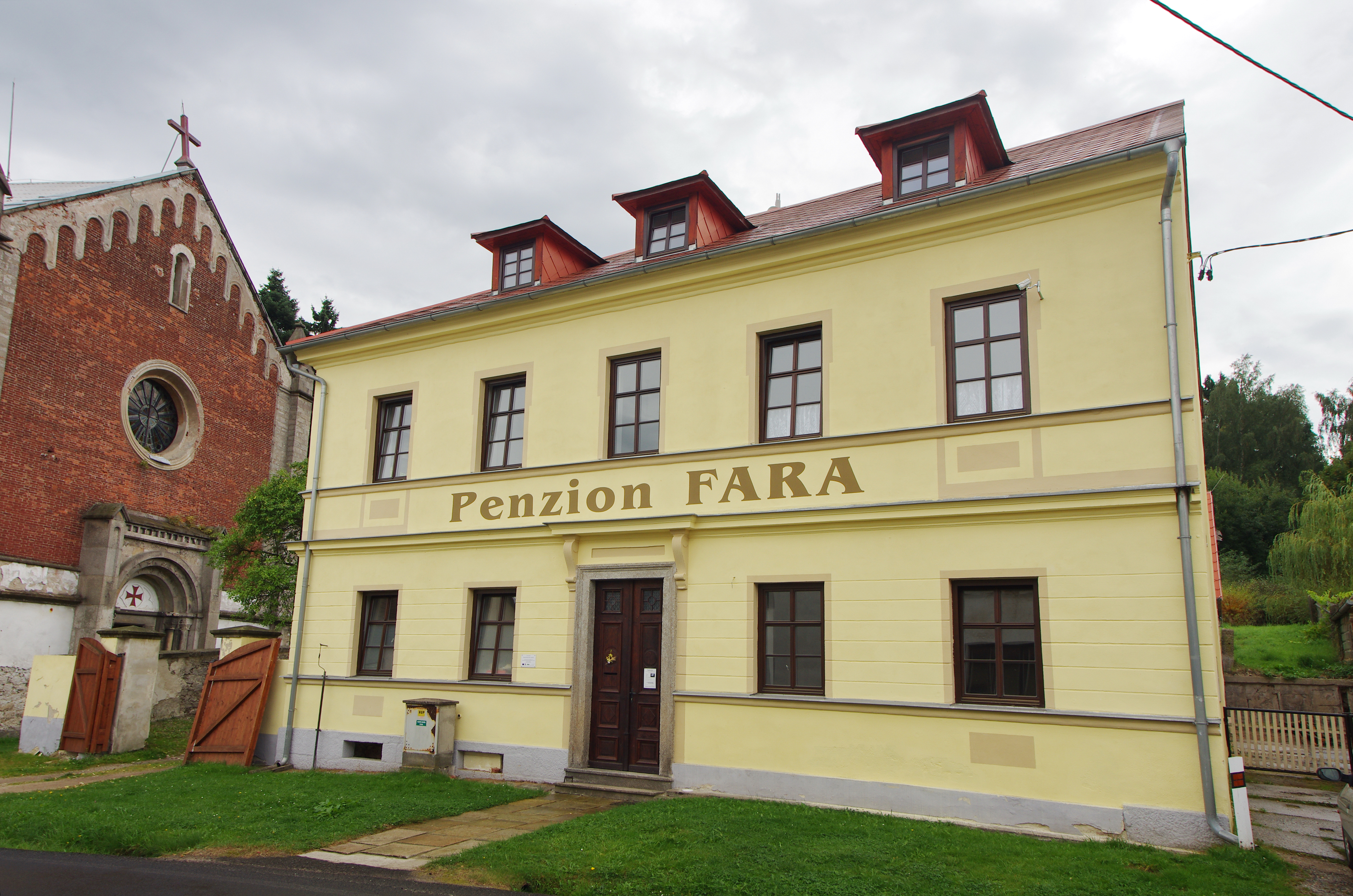
Fara